# Détermination d'une fonction multivaluée

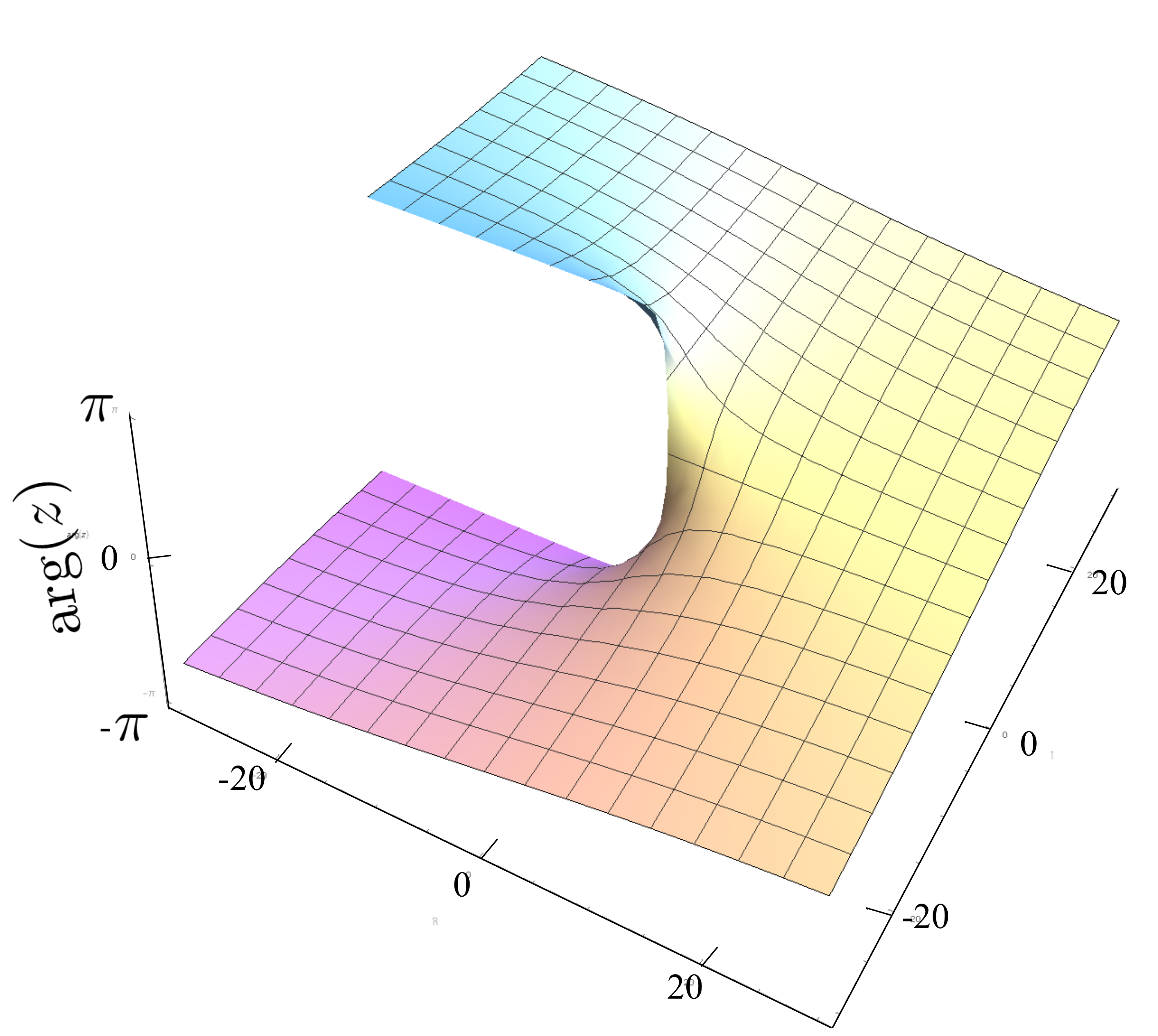
Visualisation de la determination principale de la fonction renvoyant l'argument d'un nombre complexe:

En mathématiques, plus particulièrement en analyse complexe, une détermination d'une fonction multivaluée (à plusieurs valeurs) est une fonction (au sens habituel, donc univaluée) qui prend, en chaque point, l'une des valeurs possibles de la fonction multivaluée. L'une des déterminations possibles est en général décrétée principale.
Un cas simple est celui de la fonction racine carrée d'un nombre réel positif qui possède deux déterminations naturelles : {\displaystyle {\begin{cases}\mathbb {R} _{+}\longrightarrow \mathbb {R} \\x\longmapsto {\sqrt {x}}\end{cases}}} et {\displaystyle {\begin{cases}\mathbb {R} _{+}\longrightarrow \mathbb {R} \\x\longmapsto -{\sqrt {x}}\end{cases}}}, la première étant dite principale.

## Exemples

### Mesure d'un angle orienté de vecteurs
La mesure d'un angle orienté de vecteurs non nuls du plan euclidien orienté étant définie à un multiple de {\displaystyle 2\pi } près, on obtient une détermination de cette mesure en se restreignant aux valeurs appartenant à un intervalle du type {\displaystyle [\theta _{0},\theta _{0}+2\pi [} ou {\displaystyle ]\theta _{0},\theta _{0}+2\pi ]}.
Pour {\displaystyle \theta _{0}=-\pi } et l'intervalle semi-ouvert à gauche, cette détermination est dite principale ; pour certains auteurs, la détermination choisie est celle obtenue en prenant {\displaystyle \theta _{0}=0} et l'intervalle semi-ouvert à droite.
Dans les deux cas, l'angle nul a une mesure nulle.

### Argument d'un nombre complexe
Un argument d'un nombre complexe {\displaystyle z} non nul, noté {\displaystyle \arg z}, est une mesure de l'angle {\displaystyle {\widehat {(1,z)}}} dans le plan complexe ; on obtient comme précédemment une détermination de l'argument en se restreignant à un intervalle du type {\displaystyle ]\theta _{0},\theta _{0}+2\pi ]}, la détermination principale étant obtenue pour {\displaystyle \theta _{0}=-\pi }.
Ces déterminations ne sont pas continues sur le plan complexe privé de 0, mais elles le sont sur le plan privé de la demi-droite engendrée par {\displaystyle \mathrm {\mathrm {e} } ^{\mathrm {i} \theta _{0}}}.
L'argument principal de {\displaystyle z} est noté {\displaystyle {\text{Arg}}z}, et l'on a {\displaystyle \arg z={\text{Arg}}z+2k\pi ,k\in \mathbb {Z} }.
L'argument principal d'un complexe non réel négatif ou nul se calcule par la formule {\displaystyle {\text{Arg}}z=2\arctan \left({\frac {y}{x+{\sqrt {x^{2}+y^{2}}}}}\right)={\text{atan2}}(y,x)} où x et y désignent respectivement les parties réelle et imaginaire de {\displaystyle z} (voir atan2).
Dans les logiciels de calcul formel, c'est l'argument principal qui est implémenté :
- En Maple, il est noté argument(z)[2].
- En Mathematica, il est noté Arg[z][3].

### Logarithme complexe

#### Définition et exemples
Les différentes valeurs du logarithme complexe (de base exponentielle), noté {\displaystyle \log } ou {\displaystyle \ln }, d'un complexe non nul {\displaystyle z} sont définies comme étant les nombres complexes {\displaystyle u} tels que
{\displaystyle \mathrm {e} ^{u}=z.}
Comme {\displaystyle z=|z|\mathrm {e} ^{{\rm {i}}\arg z}=\mathrm {e} ^{\ln |z|+\mathrm {i} \arg z}} où {\displaystyle \ln } est la fonction logarithme népérien réelle, on a :
{\displaystyle \log {z}=\ln {|z|}+{\rm {i}}\left(\mathrm {arg} \ z\right)=\ln {|z|}+{\rm {i}}\left(\mathrm {Arg} \ z+2\pi k\right),k\in \mathbb {Z} }
où Arg(z) est l'argument principal de {\displaystyle z}, défini comme étant dans l'intervalle ]–π , π]. Chaque valeur de {\displaystyle k} fournit une détermination de la fonction log à valeurs multiples.
La détermination correspondant à k = 0 est dite principale et notée parfois {\displaystyle {\text{Log}}}, ; on a alors
{\displaystyle {\text{Log }}{z}=\ln {|z|}+{\rm {i}}\ \mathrm {Arg} \ z}.
Par exemple, {\displaystyle {\text{Log }}{\mathrm {i} }={\rm {i}}\ \pi /2}.
Dans les logiciels de calcul formel, c'est la détermination principale du logarithme qui est implémentée :
- En Maple, elle est notée ln(z)[6].
- En Mathematica, elle est notée Log[z][7].

#### Unicité et développement en série entière
La fonction {\displaystyle {\text{Log}}} est l'unique détermination du logarithme, continue dans le plan complexe privé des réels négatifs ou nuls, et vérifiant {\displaystyle {\text{Log }}1=0}.
On en déduit le développement en série entière, valable pour {\displaystyle |z|\leqslant 1,z\neq -1} : {\displaystyle {\text{Log }}(1+z)=\sum _{n=1}^{\infty }(-1)^{n-1}{\frac {z^{n}}{n}}},.

### Racine carrée complexe
Pour un nombre complexe non nul {\displaystyle z=|z|\mathrm {e} ^{\rm {i{\text{Arg }}z}}=r{\rm {e}}^{{\rm {i}}\theta }}, la détermination principale de la racine carrée est :
{\displaystyle \mathrm {dp} {\sqrt {z}}={\sqrt {r}}\,{\rm {e}}^{{\rm {i}}\theta /2}}
Avec, par prolongement continu, {\displaystyle \mathrm {dp} {\sqrt {0}}=0}.
Ainsi, {\displaystyle \mathrm {dp} {\sqrt {x}}={\sqrt {x}}} pour {\displaystyle x\geqslant 0} .
Par exemple, {\displaystyle \mathrm {dp} {\sqrt {-1}}={\rm {e}}^{{\rm {i}}\pi /2}=\mathrm {i} }, {\displaystyle \mathrm {dp} {\sqrt {\mathrm {i} }}={\rm {e}}^{{\rm {i}}\pi /4}=(1+\mathrm {i} )/{\sqrt {2}}}.
Le maniement de cette détermination principale est délicat. Par exemple, {\displaystyle \mathrm {dp} {\sqrt {{\rm {e}}^{2{\rm {i\pi }}}}}=\mathrm {dp} {\sqrt {1}}=1}, mais {\displaystyle \mathrm {e} ^{2{\rm {i}}\pi /2}=-1}.
Cette détermination est l'unique détermination dans {\displaystyle \mathbb {C} ^{*}} de la racine carrée qui soit continue dans le plan complexe privé des réels négatifs ou nuls, et vérifiant {\displaystyle \mathrm {dp} {\sqrt {1}}=1}.
Elle est discontinue sur {\displaystyle \mathbb {C} ^{*}}, et il n'existe aucune détermination de la racine carrée qui soit continue sur {\displaystyle \mathbb {C} ^{*}}.
Dans les logiciels de calcul formel, c'est cette détermination principale qui est implémentée :
- En Maple, elle est notée sqrt(z)[8].
- En Mathematica, elle est notée Sqrt[z][9].

### Fonction puissance
Si {\displaystyle \alpha } est un complexe quelconque, la détermination principale de {\displaystyle z^{\alpha }} est définie pour {\displaystyle z=|z|\mathrm {e} ^{\rm {i{\text{Arg }}z}}=r{\rm {e}}^{{\rm {i}}\theta }} non nul par :
{\displaystyle \mathrm {dp} \ z^{\alpha }={\text{e}}^{\alpha {\text{ Log }}z}=r^{\alpha }{\text{e}}^{{\text{i }}\alpha \theta }}
Pour {\displaystyle \alpha =1/2}, on retrouve la détermination principale de la racine carrée.
Par exemple, {\displaystyle {\rm {{dp}\ {\rm {i^{\rm {i}}=\mathrm {e} ^{-\pi /2}}}}}}.

### Arc tangente complexe
Comme, pour {\displaystyle u} complexe, {\displaystyle \tan u={\frac {{\rm {e}}^{2{\rm {iu}}}-1}{{\rm {e}}^{2{\rm {i}}u}+1}}}, {\displaystyle \tan u=z} équivaut à {\displaystyle {\rm {e}}^{2{\rm {i}}u}={\frac {1+{\rm {i}}z}{1-{\rm {i}}z}}}.
La détermination principale de l'arc tangente est donc définie pour {\displaystyle z\neq {\rm {i,-{\rm {i}}}}} par ,
{\displaystyle {\rm {Arctan}}\ z={\frac {1}{2{\rm {i}}}}{\rm {Log}}{\frac {1+{\rm {i}}z}{1-{\rm {i}}z}}}.
Cette définition concorde avec celle de la fonction {\displaystyle \arctan } définie sur les réels.

Le développement en série entière, valable pour {\displaystyle |z|\leqslant 1,z\neq {\text{i}},-{\text{i}}} est : {\displaystyle {\text{Arctan }}z=\sum _{k=0}^{\infty }(-1)^{k}{\frac {z^{2k+1}}{2k+1}}},.
Dans les logiciels de calcul formel, c'est cette détermination principale qui est implémentée :
- En Maple, elle est notée arctan(z)[10].
- En Mathematica, elle est notée ArcTan[z][11].

### Argument tangente hyperbolique complexe
La tangente hyperbolique complexe étant reliée à la tangente par la relation : {\displaystyle \tanh z={\text{i}}\tan(z/{\text{i}})}, la détermination principale de l'argument tangente hyperbolique est définie pour {\displaystyle z\neq 1,-1} par  , :
{\displaystyle {\rm {Artanh}}\ z={\text{i }}{\text{Arctan }}(z/{\text{i}})={\frac {1}{2}}{\rm {Log}}{\frac {1+z}{1-z}}}.
Cette définition concorde avec celle de la fonction {\displaystyle {\text{artanh}}} définie sur {\displaystyle ]-1,1[}.
Le développement en série entière, valable pour {\displaystyle |z|\leqslant 1,z\neq 1,-1} est : {\displaystyle {\text{Artanh }}z=\sum _{k=0}^{\infty }{\frac {z^{2k+1}}{2k+1}}},.
Dans les logiciels de calcul formel, c'est cette détermination principale qui est implémentée :
- En Maple, elle est notée arctanh(z)[10].
- En Mathematica, elle est notée ArcTanh[z][12].

### Arc sinus complexe
Comme, pour {\displaystyle u} complexe, {\displaystyle {\text{e}}^{{\text{i}}u}=\cos u+{\text{i}}\sin u}, et {\displaystyle \cos ^{2}u=1-\sin ^{2}u}, {\displaystyle \sin u=z} implique {\displaystyle {\text{e}}^{{\text{i}}u}=v+{\text{i}}z,v^{2}=1-z^{2}}.
La détermination principale de l'arc sinus est donc définie par ,:
{\displaystyle {\text{Arcsin }}z={\frac {1}{\text{i}}}{\text{Log }}({\text{dp}}{\sqrt {1-z^{2}}}+{\text{i}}z)}.
Cette définition concorde avec celle de la fonction {\displaystyle \arcsin } définie {\displaystyle [-\pi /2,\pi /2]}.
Le développement en série entière, valable pour {\displaystyle |z|\leqslant 1} est : {\displaystyle {\text{Arcsin }}z=\sum _{k=0}^{\infty }{\frac {\binom {2k}{k}}{4^{k}(2k+1)}}z^{2k+1}},.
Dans les logiciels de calcul formel, c'est cette détermination principale qui est implémentée :
- En Maple, elle est notée arcsin(z)[10].
- En Mathematica, elle est notée ArcSin[z][13].

### Argument sinus hyperbolique complexe
Le sinus hyperbolique complexe étant relié au sinus par la relation : {\displaystyle \sinh z={\text{i}}\sin(z/{\text{i}})}, la détermination principale de l'argument sinus hyperbolique est définie par  , :
{\displaystyle {\rm {Arsinh}}\ z={\text{i }}{\text{Arcsin }}(z/{\text{i}})={\text{Log }}({\text{dp}}{\sqrt {1+z^{2}}}+z)}.
Cette définition concorde avec celle de la fonction {\displaystyle {\text{arsinh}}} définie sur les réels.
Le développement en série entière, valable pour {\displaystyle |z|\leqslant 1} est : {\displaystyle {\text{Arsinh }}z=\sum _{k=0}^{\infty }(-1)^{k}{\frac {\binom {2k}{k}}{4^{k}(2k+1)}}z^{2k+1}},.
Dans les logiciels de calcul formel, c'est cette détermination principale qui est implémentée :
- En Maple, elle est notée arcsinh(z)[10].
- En Mathematica, elle est notée ArcSinh[z][14].

## Existence et unicité d'une détermination d'une fonction réciproque d'une fonction holomorphe
Il existe un théorème d'inversion locale pour une fonction {\displaystyle f} holomorphe sur un voisinage d'un point {\displaystyle a} vérifiant {\displaystyle f'(a)\neq 0} affirmant qu'il existe une détermination {\displaystyle g} de la réciproque de {\displaystyle f} holomorphe sur un voisinage de {\displaystyle b=f(a)}, vérifiant {\displaystyle g(b)=a}.